# Bonyolo
Bonyolo est une commune rurale située dans le département de Réo de la province de Sanguié dans la région du Centre-Ouest au Burkina Faso.

## Géographie
Bonyolo est situé à une dizaine de kilomètres au nord de Réo et est traversé par la route nationale 21.

## Démographie
| 2003  | 2006  | 2012 |
| ----- | ----- | ---- |
| 4 928 | 5 309 | -    |

## Éducation et santé
Bonyolo accueille un centre de santé et de promotion sociale (CSPS) tandis que le centre médical avec antenne chirurgicale (CMA) se trouve à Réo.